# Nuraghe Is Paras

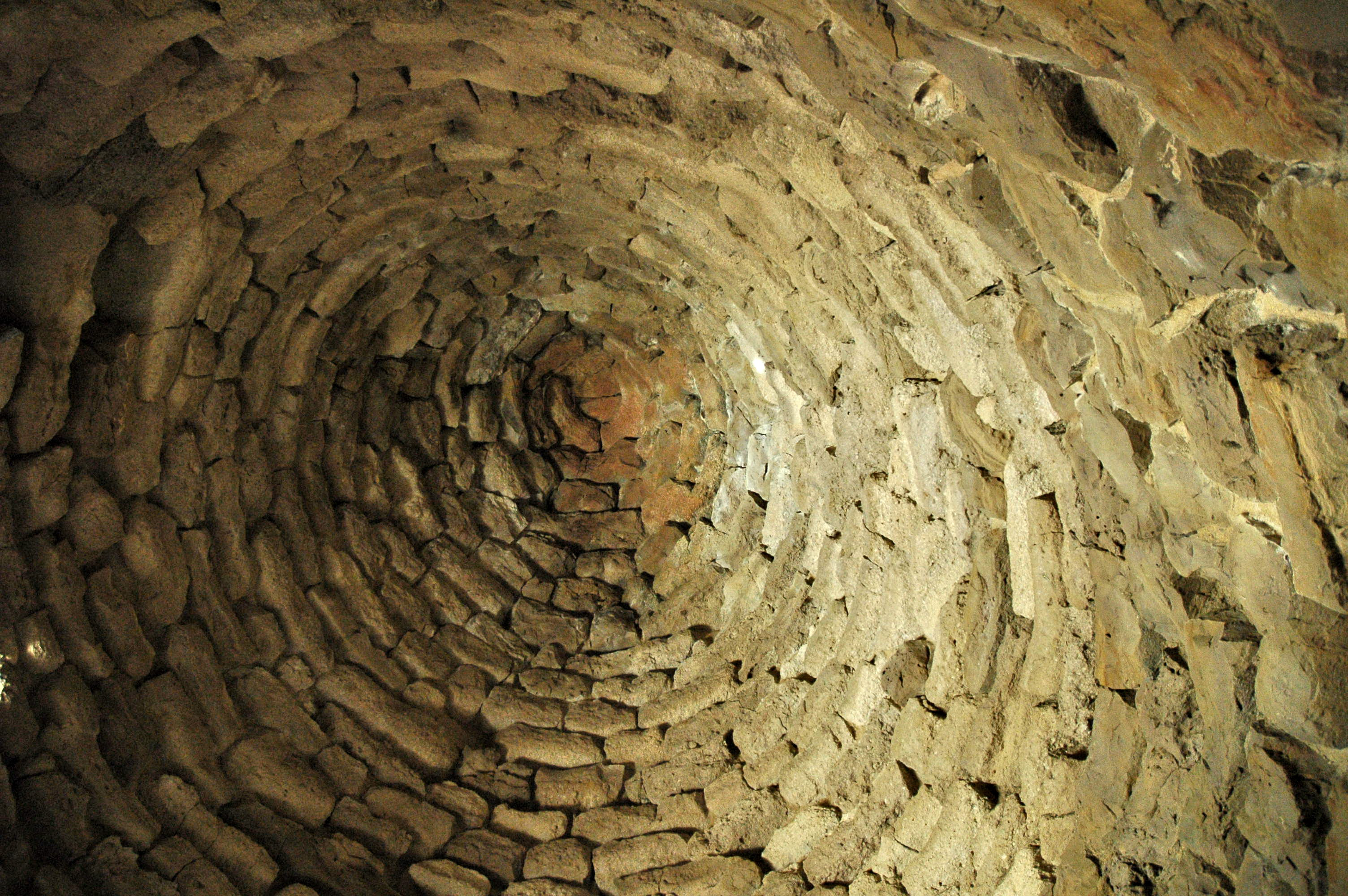
La thòlos

Il nuraghe Is Paras ("i frati"), si trova ad Isili, un paese della città metropolitana di Cagliari, nella regione storica del Sarcidano, in una posizione strategica a dominio dei sottostanti territori aperti verso Occidente. La sua forma è quella di un nuraghe trilobato, formato cioè da un bastione triangolare con tre torri agli angoli.
L'archeologo Giovanni Lilliu, a proposito della bellezza di questo singolare nuraghe e della mirabile volta a thòlos nella sua camera centrale, dice che tale volta è...: 

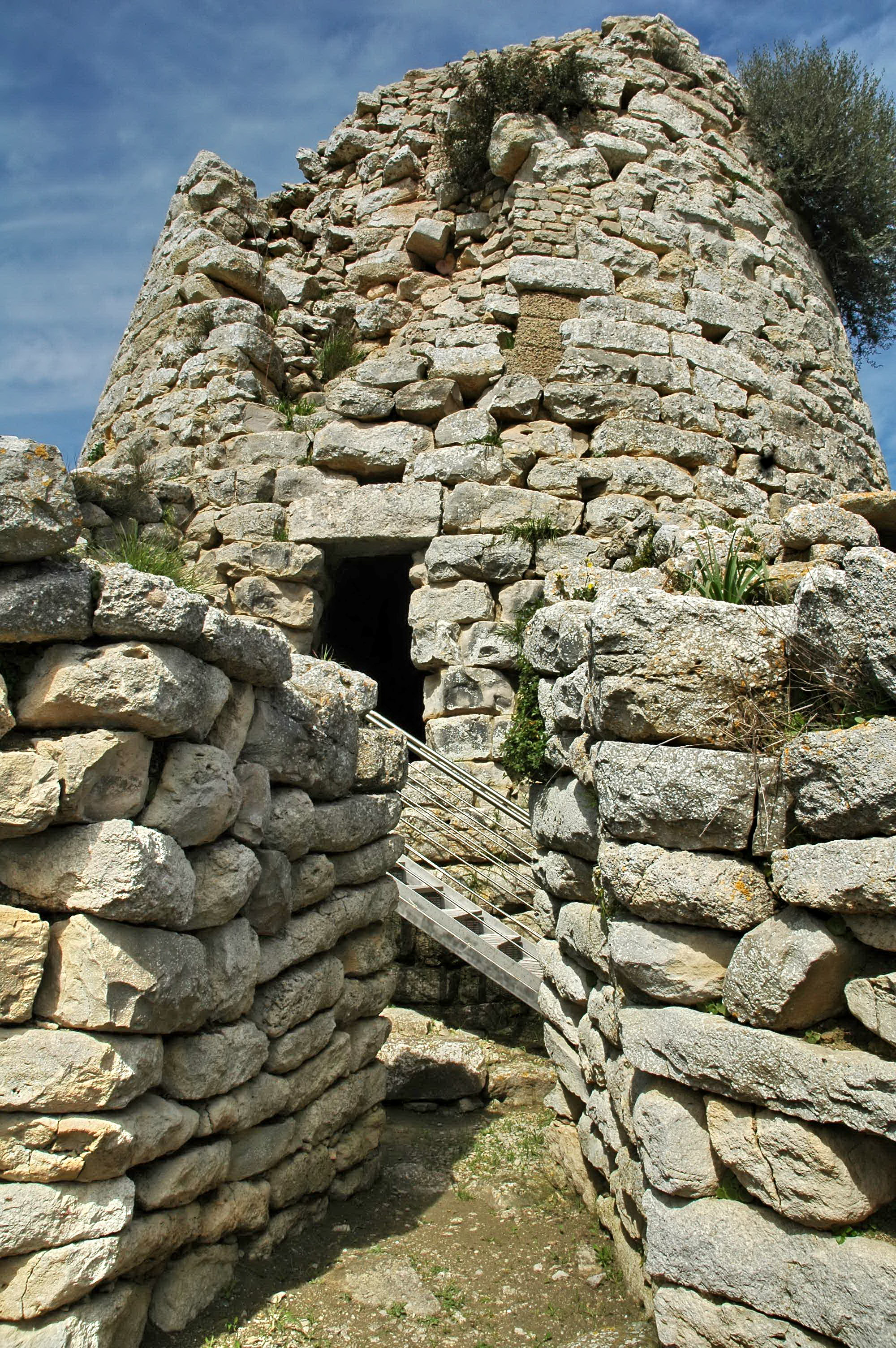
Il nuraghe

(Seui - Isili,  Touring Club Italiano, 1988, p. 354 ISBN 88-365-0352-7)

## Datazione
Risale al XV secolo a.C. e originariamente era un nuraghe monotorre, di pianta circolare dal diametro di 12,50 metri per 12,70 metri, edificato con blocchi di calcare bianco tagliati in modo piuttosto regolari.

## Struttura
L'ingresso si trova esposto a mezzogiorno ed è sopraelevato rispetto al piano di campagna. Tramite il corridoio si accede alla camera principale voltata con una thòlos alta ben 11,80 metri di altezza, la più elevata in tutta la Sardegna nuragica e seconda, per quel periodo, solo alla tomba di Agamennone.
Il centro della camera è occupato da un pozzo circolare, mentre su una parete, in posizione sopraelevata, si trova l'accesso del vano scala per accedere ai piani superiori, i quali erano raggiungibili dal pianterreno probabilmente tramite una scala in legno.
Successivamente, tra il secolo XIII e il XII a.C., fu aggiunta una torre più piccola, fu spostato l'ingresso ad est e poi creato un cortile tra le torri.
Verso XI secolo a.C. furono costruite altre due torri che furono raccordate tramite bastioni. Tutto il complesso fu successivamente racchiuso da un antemurale munito a sua volta di altre torri. All'esterno si trovava il villaggio nuragico, attualmente non ancora scavato.

## Gli scavi

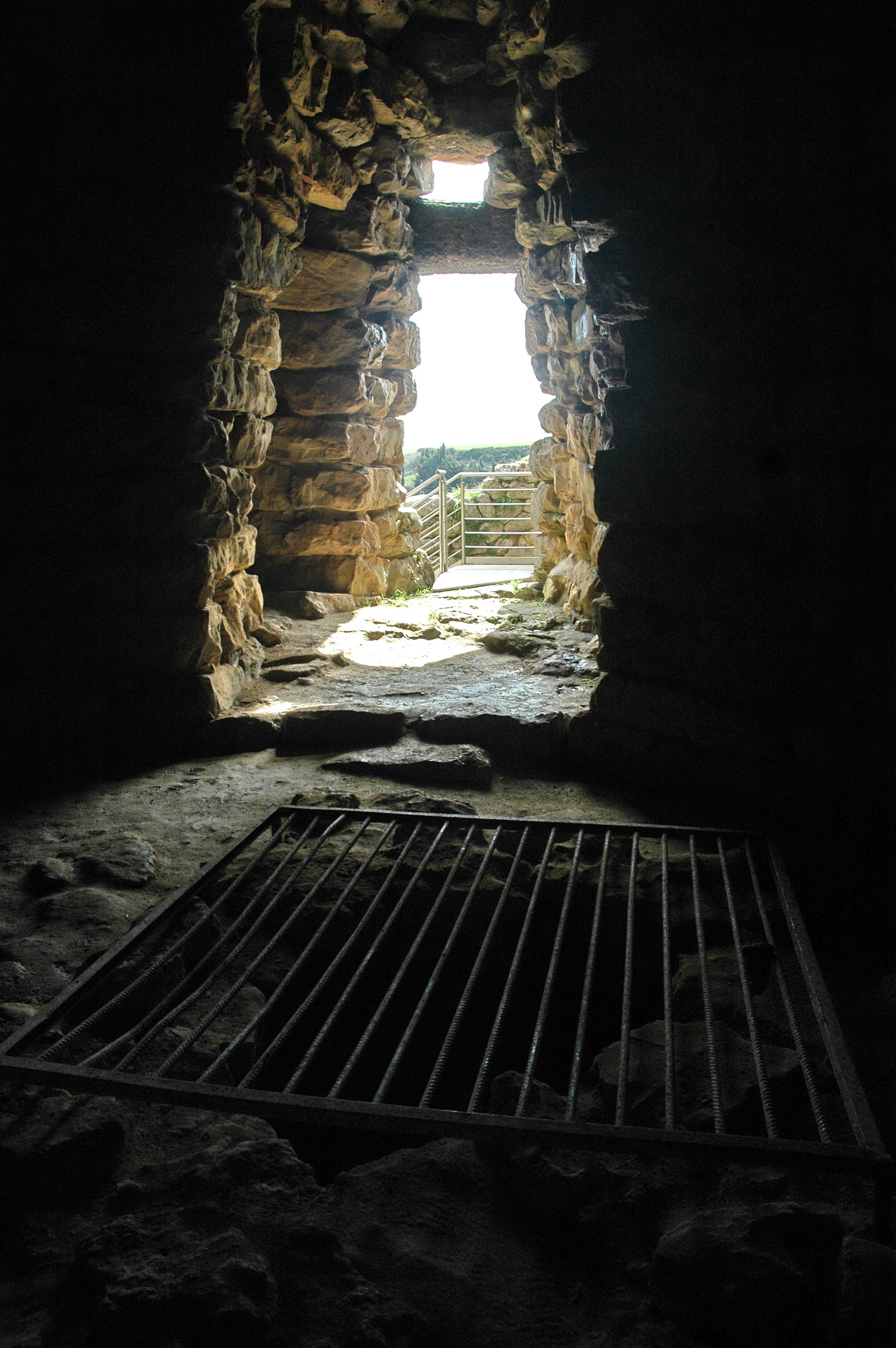
Interno

Gli scavi del complesso nuragico risalgono al 1974 ad opera dell'archeologa Maria Ausilia Fadda. 
Sono poi proseguiti nel 1975-1977, sotto la direzione di Alberto Moravetti.
Molto resta ancora da scavare e l'attuale campagna è condotta dall'archeologa Tatiana Cossu.